# ميخائيل ريف
ميخائيل ريف (بالإنجليزية: Michael D. Reeve)‏ هو عالم لغوي كلاسيكي وأستاذ جامعي بريطاني، ولد في 11 يناير 1943.